# Йоганн Сигізмунд Готфрід Гут
Йоганн Сигізмунд Готфрід Гут (1763—1818) — астроном, фізик і математик німецького походження, перший астроном в Харківському університеті, один з засновників Тартуської обсерваторії.

## Біографія

### Початок кар'єри
Йоганн Сигізмунд Готфрід Гут народився в Рослау в Ангальті. Навчався в Галле, де захистив дисертацію під керівництвом філософа Йоганна Крістіана Форстера. Був проффесором математики й фізики у Франкфурті-на-Одері. Займався прикладною математикою, архітектурою, практичною механікою, фізикою, а з приблизно 1801 року переважно сконцентрувався на дослідженнях в галузі астрономії, яку вивчив самостійно. Особливо цікавився питаннями фізичної будови небесних тіл.

### Перші астрономічні дослідження
В 1802 році Гут навідав Англію, де налагодив стосунки з англійськими астрономами та, ймовірно, відвідав провідні обсерваторії й познайомився з виробниками астрономічних приладів. В цей період в листі Гершелю Гут висловив вірну здогадку, що крім Церери і Паллади буде відкрито ще, принаймні, десять подібних тіл, «але через малі розміри цих планет їх завжди буде складно виявити і знаходити повторно, поки у нас не буде детального каталогу для області Зодіаку».
Повернувшись до Німеччини, Гут власним коштом обладнав обсерваторію у себе вдома, де спостерігав сам і вчив спостерігати інших. За результатами своїх спостережень і роздумів, Гут опублікував в 1803—1810 роках ряд статей, присвячених фізичній будові тіл Сонячної системи, подвійним зіркам, туманностям, зодіакальному світлу. В цей період він відкрив 4 комети. В проведеним Боде конкурсі на здобуття премії від анонімного мецената, половину премії здобув Гут за відкриття двох комет протягом 1805 року, а другу половину — молодий Бессель. Після 1807 року активність астрономічних досліджень Гута значно знизилася, ймовірно, через його переїзд спочатку в Харків, а потім в Дерпт, де йому довелось налагоджувати астрономічні спостереження практично з нуля.

### Харків
Гут був запрошений до новоствореного Харківського університету, 7 лютого 1808 затверджений на посаді професора прикладної математики, а 20 серпня прибув до Харкова. Перед переїздом до Харкова Гутові було доручено керівництвом університету придбати в Європі наукові інструменти на загальну суму близько 2500 карбованців. Крім того, він привіз з собою власну колекцію наукових приладів. За оцінками чиновників, загальна вартість особистого майна в багажі Гута складала всього 677 карбованців 60 копійок, а вартість його наукових предметів, інструментів і книг — 35288 карбованців. Пізніше частину його наукової колекції придбав університет.
Гут організував в університеті астрономічний кабінет, а згодом і тимчасову обсерваторію біля старого корпусу університету на вулиці Університетській. Деякі з привезених Гутом інструментів збереглися, і тепер виставлені в музеї астрономії Харківської обсерваторії.

### Дерпт
В 1811 році Гут переїхав з Харкова в Дерпт (теперішній Тарту), де під його керівництвом було завершене будівництво Дерптської обсерваторії.
З 1812 року став членом-кореспондентом Прусської академії наук.
Помер в Дерпті в 1818 році, 28 лютого старого стилю.